# Seigneurie de Naplouse
La Seigneurie de Naplouse est l'un des fiefs du royaume de Jérusalem.

## Histoire
La ville fut conquise par Baudouin Ier et réunie à la seigneurie d'Outre-Jourdain. Elle en fut détachée en 1106 quand le roi l'inféoda à Guy de Milly. Son fils Philippe de Milly l'échangea contre la seigneurie d'Outre-Jourdain, et elle fut donnée en douaire à la reine Marie Comnène qui l'apporta à son mari Balian d'Ibelin. Elle fut ensuite conquise par Saladin en 1187.

## Géographie
C'est la région au nord de Jérusalem, autour de la ville de Naplouse.

## Féodalité
Suzerain : le roi de Jérusalem.

## Liste des seigneurs
- ????-???? : Payen
- ????-1126 : Guy de Milly, marié à Étiennette de Naplouse, sœur du précédent
- 1126-1161 : Philippe de Milly, fils du précédent
- 1161-1168 : domaine royal
- 1168-1187 : Marie Comnène (1154 † 1217), veuve du roi Amaury Ier de Jérusalem († 1174)

1177-1187 : Balian d'Ibelin, son second mari.